# Ofelia Domínguez Navarro
Ofelia Domínguez Navarro (Mataguá, 9 tháng 12 năm 1894 - Havana, 7 tháng 7 năm 1976) là nhà văn, giáo viên, luật sư, nhà nữ quyền và là nhà hoạt động người Cuba. Bà là người đề xuất các quyền cho phụ nữ và trẻ em lang thang. Là một nhà báo, Domínguez Navarro ủng hộ quan điểm nữ quyền khi tham gia soạn bài cho nhiều phương tiện truyền thông ở Cuba, và vào năm 1935, bà trở thành nữ giám đốc đầu tiên của tờ báo trong nước  La Palabra .

Bà được ghi nhận là một trong những nhà trí thức hàng đầu trong thập kỷ 1930 và 1940 cùng với Mirta Aguirre và Mariblanca Sabas Aloma.

## Tiểu sử
Là con gái của Florentino Dominguez và Paula Navarro, bà sinh ra trong gia đình gồm những nhà hoạt động với đầy lí tưởng cách mạng. Bà tốt nghiệp đại học năm 1918 với một tấm bằng Cử nhân Khoa học, cùng với tấm bằng ngành Luật dân sự của Đại học Havana năm 1921.

Bà thuộc nhóm những phụ nữ trí thức và đã đứng ra thành lập Câu lạc bộ Femenino de Cuba, trong đó bà trở thành đại biểu Quốc hội Phụ nữ lần thứ nhất năm 1923. Bà cũng là người sáng lập ra Alianza Nacional Feminista (Liên minh nữ quyền quốc gia).
Năm 1924, Domínguez Navarro thành lập tạp chí  Villaclara  và lên làm giám đốc. Các bài báo của bà đã được xuất bản trên vài ấn phẩm như La Prensa, El Mundo, El Cubano Libre và El País, ngoài ra bà còn viết cho tạp chí nữ quyền Bohemia y Carteles. Tại México, bà viết cho các tờ Nacional và El Universal cùng nhiều tờ báo khác.
Về mặt chính trị, Domínguez Navarro đã tham gia vào phong trào chống lại chế độ độc tài của Gerardo Machado, khiến bà ấy bị cầm tù và phải lưu vong đến México. Năm 1936, cùng với Matilde Rodríguez Cabo, bà lần đầu đề ra các cải cách chống lại bộ luật về việc phá thai trong Bộ luật hình sự của México, đề xuất đã đi đầu trong cuộc tranh luận quốc tế, mở ra quyền được tự do quyết định của phụ nữ.

## Tác phẩm tiêu biểu
- El aborto por causas sociales y económicas (1936)